# Gröntoppig fingersvamp
Gröntoppig fingersvamp (Ramaria apiculata) är en svampart som först beskrevs av Elias Fries, och fick sitt nu gällande namn av Donk 1933. Enligt Catalogue of Life ingår Gröntoppig fingersvamp i släktet Ramaria,  och familjen Gomphaceae, men enligt Dyntaxa är tillhörigheten istället släktet Ramaria,  och familjen Ramariaceae. Arten är reproducerande i Sverige. En underart finns: brunnea.